# 蘭越駅
蘭越駅（らんこしえき）は、北海道磯谷郡蘭越町蘭越町にある北海道旅客鉄道（JR北海道）函館本線の駅である。駅番号はS27。電報略号はコシ。事務管理コードは▲130103。
かつては急行「ニセコ」の停車駅だった。現在は快速「ニセコライナー」のうち下り1本の始発駅となっている。

## 歴史

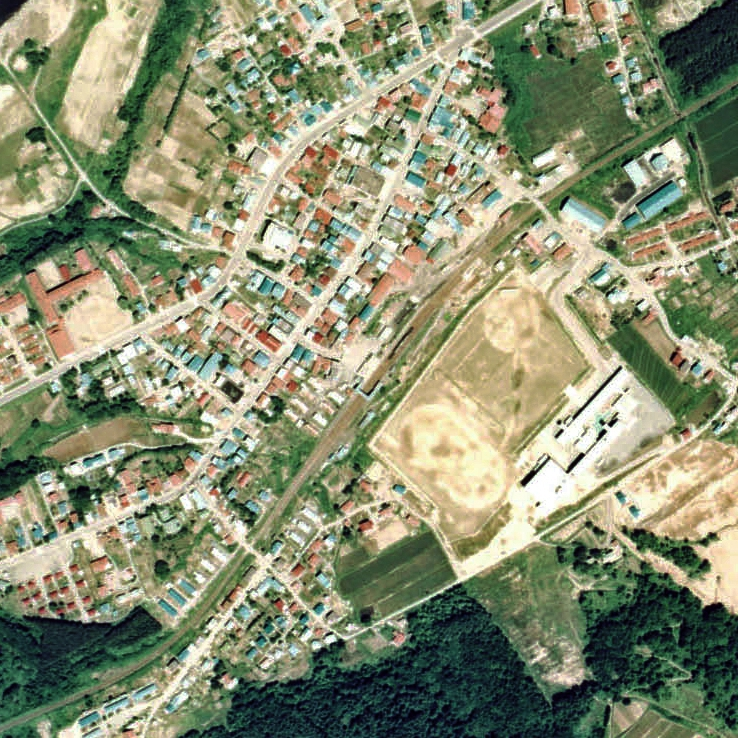
1976年の蘭越駅と周囲約750m範囲。左下が長万部方面。かつては中線を持つ単式と島式の複合ホーム2面4線だったが、駅裏の副本線が撤去されて相対式ホームとなっている。駅舎横の倶知安側に貨物ホームと引込み線、そこから倶知安側の踏切手前にある赤屋根の保線車庫へ側線が伸びる。

- 1904年（明治37年）10月15日：北海道鉄道 歌棄駅（現在の熱郛駅） - 小沢駅間の延伸開業に伴い、同線の駅として開業。一般駅[2]。
- 1907年（明治40年）7月1日：北海道鉄道の国有化に伴い、国有鉄道に移管[2]。
- 1909年（明治42年）10月12日：国有鉄道線路名称制定に伴い、函館本線の駅となる。
- 1949年（昭和24年）6月1日：日本国有鉄道法施行に伴い、日本国有鉄道（国鉄）に継承。
- 1981年（昭和56年）10月1日：同日のダイヤ改正で急行列車停車駅となる[5]。
- 1982年（昭和57年）3月1日：貨物取扱い廃止[2]。業務委託駅となる[6]。
- 1984年（昭和59年）
  - 2月1日：荷物取扱い廃止[2]。
  - 3月31日：駅員無配置駅となり[7]、簡易委託化[8]。
- 1986年（昭和61年）11月1日：急行「ニセコ」廃止。
- 1987年（昭和62年）4月1日：国鉄分割民営化に伴い、北海道旅客鉄道（JR北海道）の駅となる[2]。
- 2007年（平成19年）10月1日：駅ナンバリングを実施[JR北 1]。

## 駅構造
相対式ホーム2面2線を有する地上駅。二つのホームは跨線橋で結ばれている。
倶知安駅管理の簡易委託駅。

### のりば
| 番線 | 路線      | 方向 | 行先             | 備考         |
| ---- | --------- | ---- | ---------------- | ------------ |
| 1    | ■函館本線 | 下り | 倶知安・小樽方面 |              |
| 2    | ■函館本線 | 下り | 倶知安・小樽方面 | 当駅折り返し |
| 2    | ■函館本線 | 上り | 長万部方面       |              |

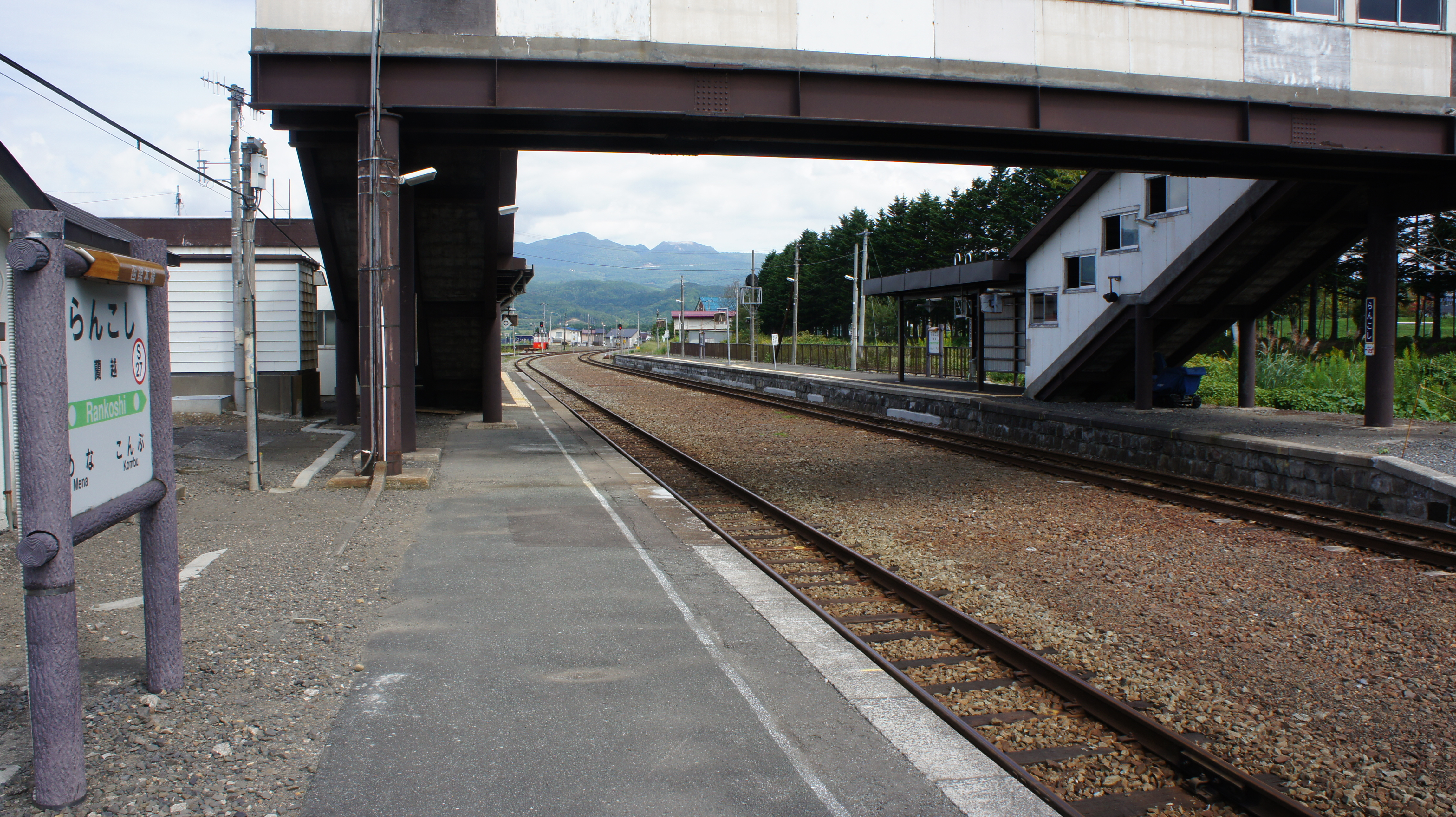
ホーム全体（2017年9月）
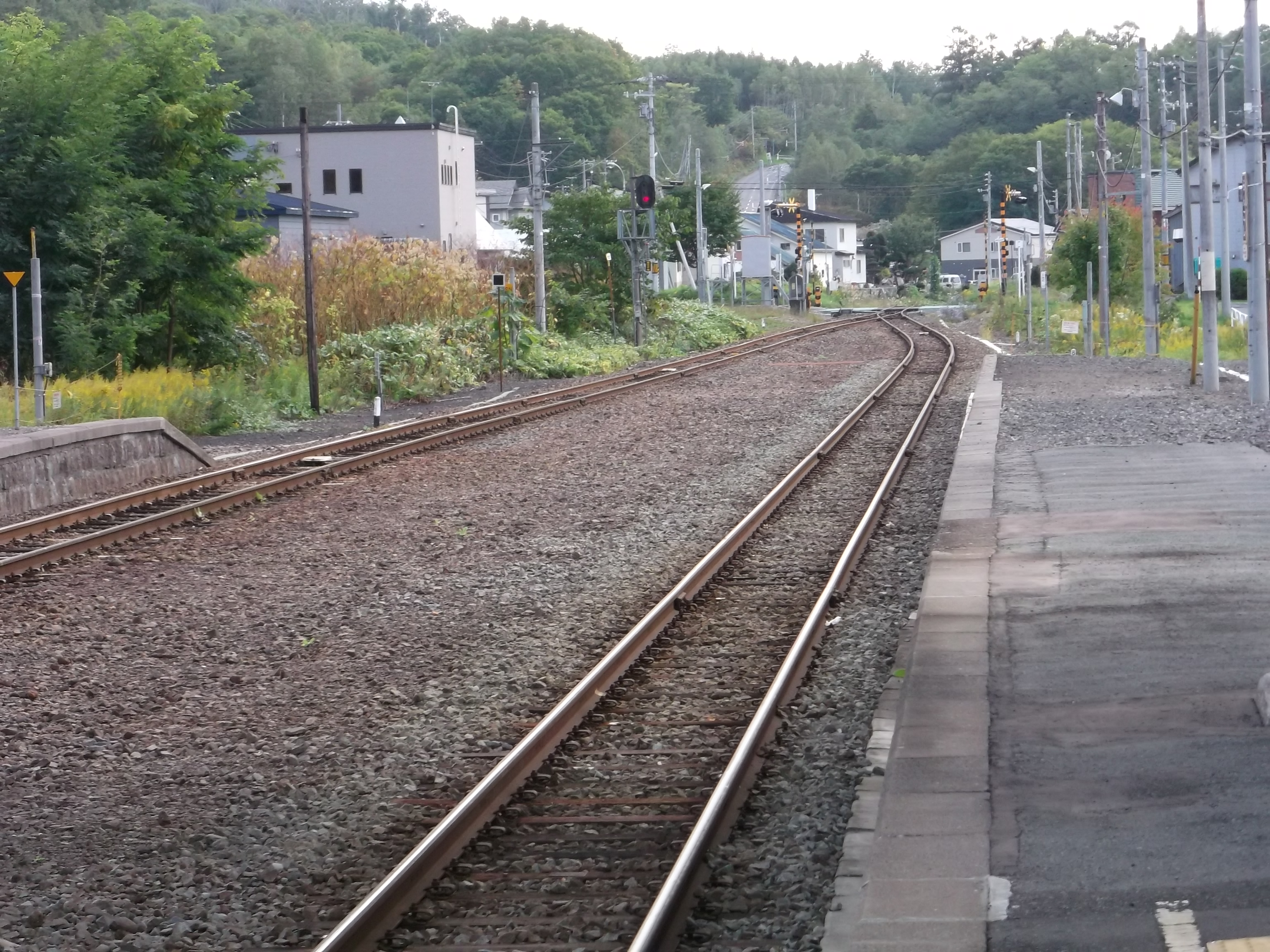
ホームから目名駅方面を望む（2013年9月）
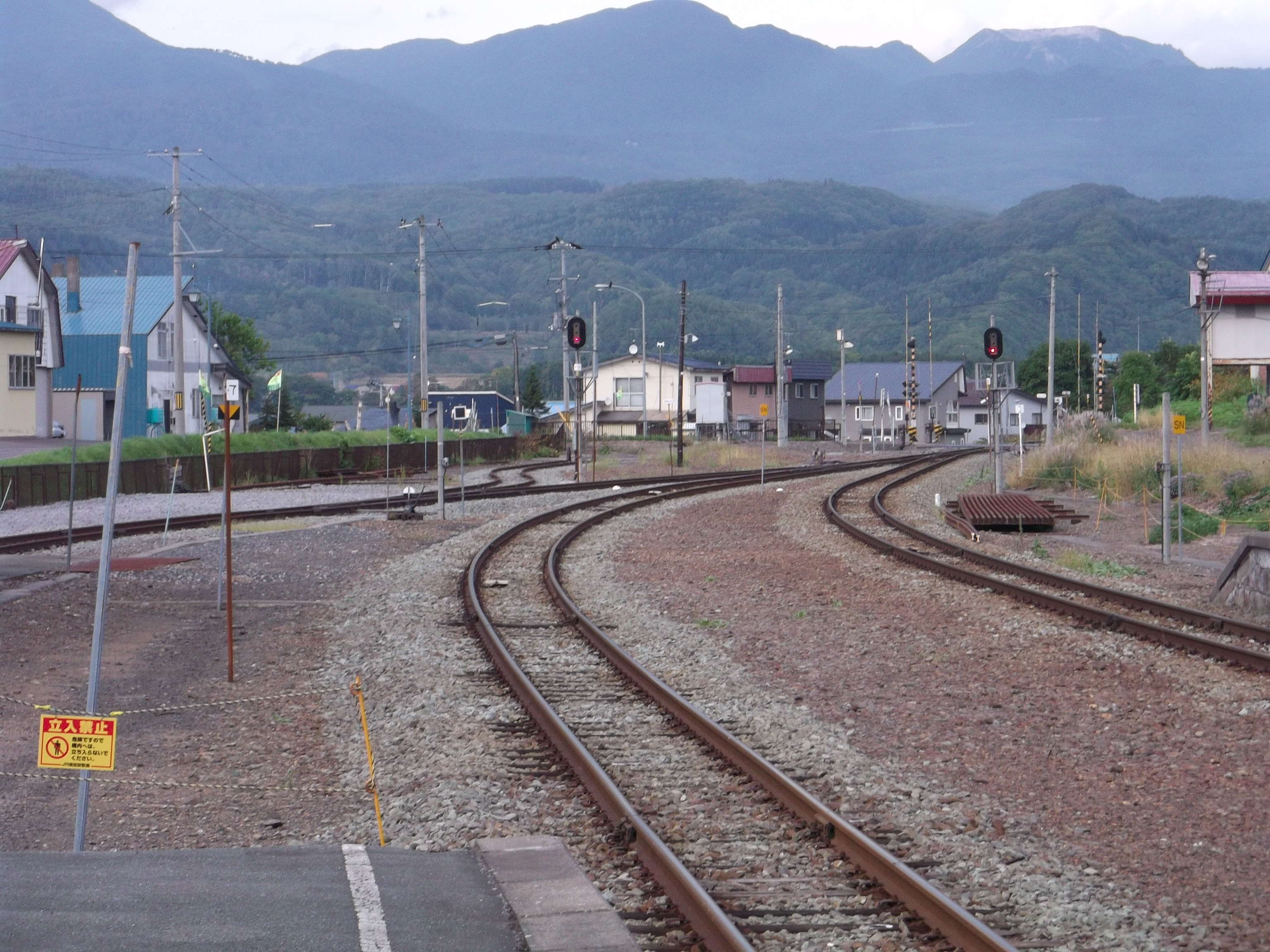
ホームから昆布駅方面を望む（2013年9月）
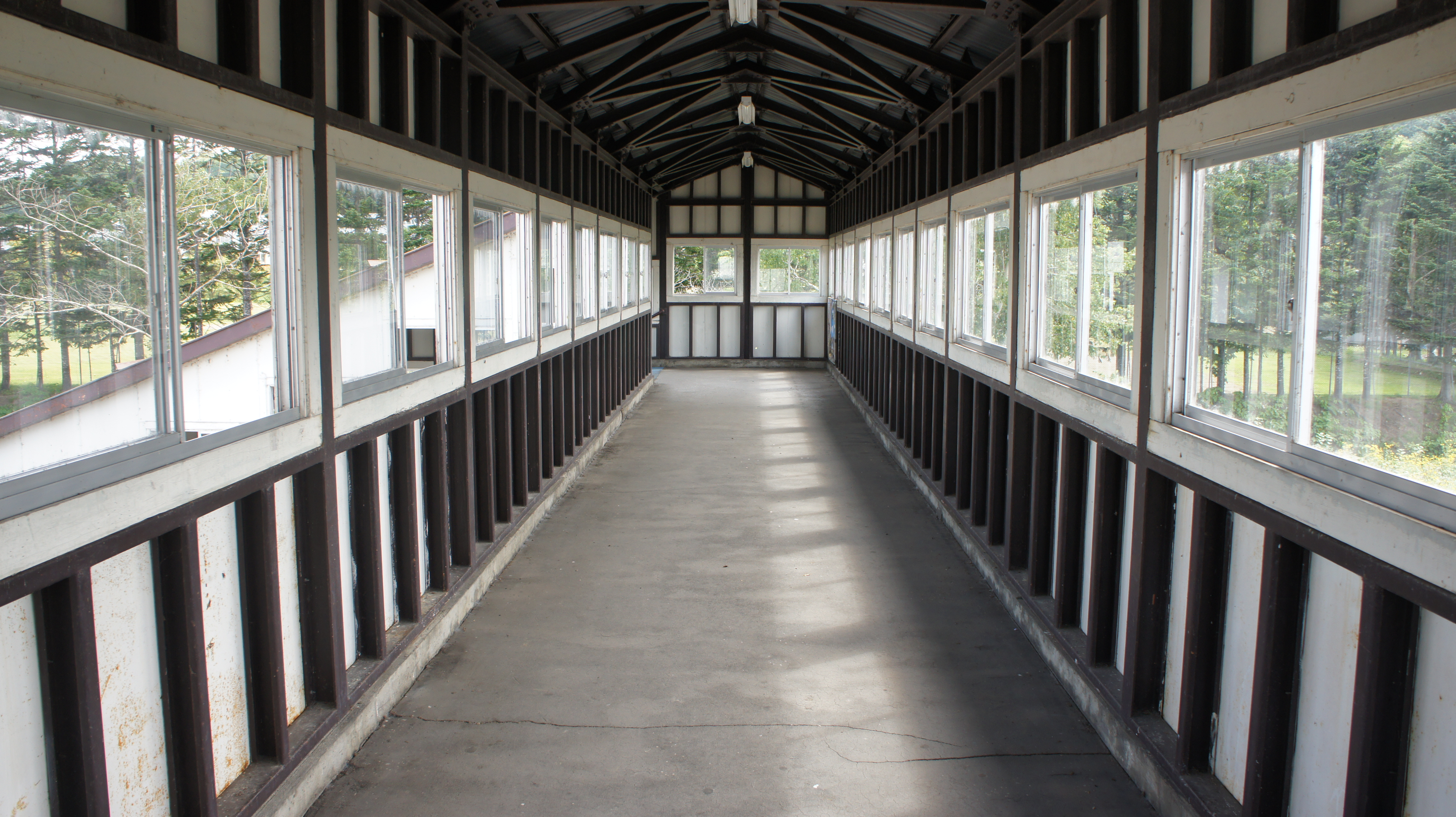
跨線橋（2017年9月）

## 利用状況
乗車人員の推移は以下の通り。年間の値のみ判明している年度は日数割で算出した参考値を括弧書きで示す。出典が「乗降人員」となっているものについては1/2とした値を括弧書きで乗車人員の欄に示し、備考欄で元の値を示す。
また、「JR調査」については、当該の年度を最終年とする過去5年間の各調査日における平均である。
| 年度               | 乗車人員（人） | 乗車人員（人） | 乗車人員（人） | 出典   | 備考 |
| 年度               | 年間           | 1日平均        | JR調査         | 出典   | 備考 |
| ------------------ | -------------- | -------------- | -------------- | ------ | ---- |
| 1978年（昭和53年） |                | 497.0          |                | [ 9 ]  |      |
| 2017年（平成29年） |                |                | 84.6           | [ 10 ] |      |
| 2018年（平成30年） |                |                | 76.4           | [ 11 ] |      |

## 駅周辺

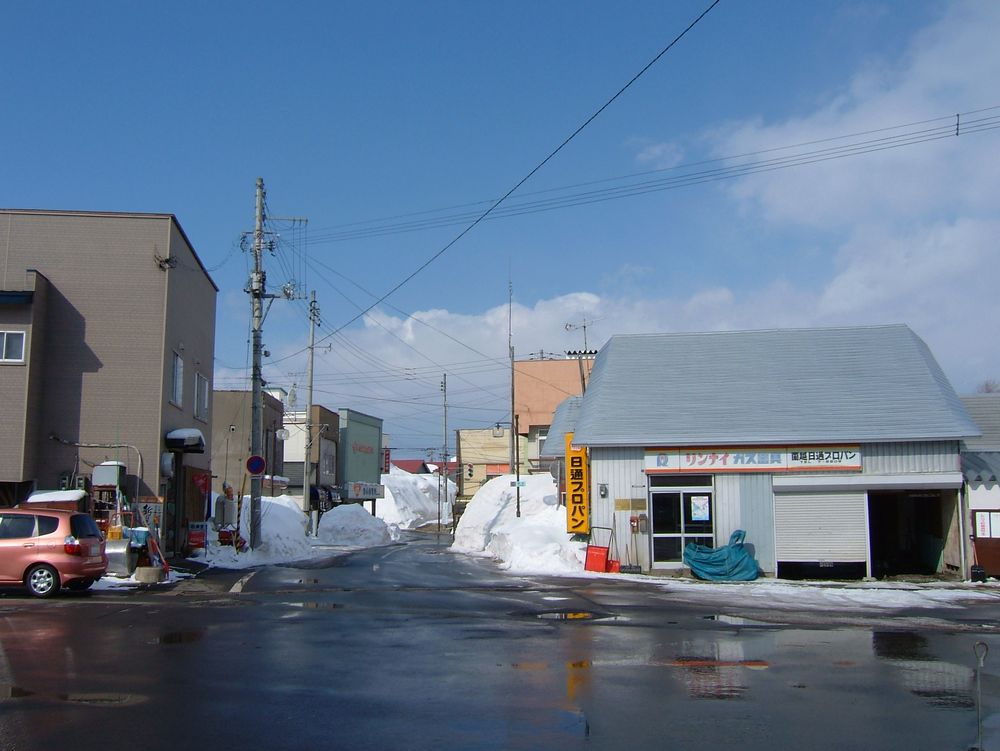
駅前風景（2006年3月）

- 北海道道229号北尻別蘭越停車場線・北海道道525号蘭越停車場線
- 蘭越町役場
- 倶知安警察署蘭越駐在所
- 蘭越郵便局
- 北海道信用金庫蘭越支店
- ようてい農業協同組合（JAようてい）蘭越支所
- 蘭越町立蘭越小学校
- 蘭越町立蘭越中学校
- 北海道蘭越高等学校
- 国道5号
- ニセコバス「蘭越駅前」「小学校前」[12][13]、蘭越町らんらん号「町民センター」[14]停留所

## 隣の駅
北海道旅客鉄道（JR北海道）
■函館本線

目名駅 (S28) - 蘭越駅 (S27) - 昆布駅 (S26)

### JR北海道
1. ↑  『駅番号表示（駅ナンバリング）を実施します』（PDF）（プレスリリース）北海道旅客鉄道、2007年9月12日。オリジナルの2007年9月30日時点におけるアーカイブ。2014年9月6日閲覧。